# Mina Gregori
Mina Gregori, all'anagrafe Guglielma (Cremona, 7 marzo 1924), è una storica dell'arte e docente italiana, accademica dei Lincei (classe di Scienze morali), professoressa emerita di Storia dell'Arte moderna presso l'Università di Firenze.

## Biografia
Allieva di Roberto Longhi, si laureò all'Università di Bologna con una tesi su Luigi Miradori detto il Genovesino per poi proseguire la carriera universitaria a Firenze dove nel 1949 si era trasferito il suo maestro, al quale succedette nella cattedra.
Tra i suoi studi, tradotti in tutto il mondo, spiccano i saggi e le monografie sulla pittura dell'Italia settentrionale dal Quattrocento al Settecento, compreso Caravaggio, del quale è considerata un'esperta di fama mondiale, sulla scuola bergamasca, i naturalisti bresciani, il Seicento fiorentino che deve ai suoi lavori una vera e propria riscoperta. Si è inoltre occupata di Giovanni da Milano e dei rapporti nel, XIV secolo, tra Toscana e Lombardia.
Tra le oltre cento mostre da lei curate si segnalano: Il Cigoli e il suo ambiente (1959), Il Morazzone (1962), Giovanni da San Giovanni (1978), Giovan Battista Moroni (1979), Raffaello a Firenze (1984), I Campi e la cultura artistica cremonese nel Cinquecento (1985), Caravaggio e il suo tempo (1985), Il Seicento fiorentino (1986), Giacomo Ceruti il Pitocchetto (1987), Michelangelo Merisi da Caravaggio. Come nascono i capolavori (1991), Sofonisba Anguissola e le sue sorelle (1994), Magnificenza alla corte dei Medici (1997).
Ha curato le collane I centri della pittura lombarda (1986-1998, ediz. Cassa di Risparmio delle Provincie Lombarde), Pittura murale in Italia (1995-1998, Istituto Bancario San Paolo di Torino, ediz. Bolis) e Fasto di corte: la decorazione murale nelle residenze dei Medici e dei Lorena (2005-2009, Firenze, ediz. Edifir Edizioni).
Membro dell'Accademia dei Lincei e della fiorentina Accademia delle Arti del Disegno, è presidente della Fondazione di Studi di Storia dell'Arte Roberto Longhi di Firenze e direttrice della rivista Paragone.
Nel 1999 è stata insignita della Legion d'onore.
Nel 2024 in occasione del suo centesimo compleanno viene nominata cittadina benemerita di Cremona e riceve il premio Pegaso d'oro.